# AGOVV in het seizoen 1966/67
Het seizoen 1966/1967 was het 13e jaar in het bestaan van de Apeldoornse betaaldvoetbalclub AGOVV. De club kwam uit in de Tweede divisie en eindigde daarin op de 21e plaats.

## Wedstrijdstatistieken

### Tweede divisie
|       | Baronie | EDO   | Excelsior | Fortuna | Gooiland | Haarlem | Heerenveen | Helmondia '55 | Hermes DVS | Hilversum | HVC   | Limburgia | NOAD  | PEC   | Roda JC | Tubantia | Veendam | FC VVV | Wageningen | Wilhelmina | ZFC   | Zwolsche Boys |
| ----- | ------- | ----- | --------- | ------- | -------- | ------- | ---------- | ------------- | ---------- | --------- | ----- | --------- | ----- | ----- | ------- | -------- | ------- | ------ | ---------- | ---------- | ----- | ------------- |
| Thuis | 0 – 6   | 4 – 2 | 1 – 0     | 2 – 3   | 2 – 1    | 0 – 0   | 2 – 3      | 1 – 1         | 7 – 0      | 3 – 1     | 0 – 1 | 0 – 2     | 0 – 1 | 0 – 2 | 2 – 0   | 2 – 2    | 1 – 3   | 3 – 2  | 1 – 1      | 1 – 3      | 0 – 2 | 3 – 2         |
| Uit   | 3 – 1   | 0 – 2 | 0 – 2     | 3 – 1   | 2 – 1    | 1 – 0   | 1 – 0      | 4 – 1         | 6 – 1      | 1 – 0     | 4 – 1 | 1 – 2     | 3 – 1 | 3 – 1 | 4 – 1   | 1 – 0    | 2 – 1   | 2 – 0  | 2 – 1      | 1 – 3      | 2 – 1 | 0 – 2         |

## Statistieken AGOVV 1966/1967

### Eindstand AGOVV in de Nederlandse Tweede divisie 1966 / 1967
| Stand | Gespeeld | Gewonnen | Gelijk | Verloren | Punten | Doelpunten voor | Doelpunten tegen |
| ----- | -------- | -------- | ------ | -------- | ------ | --------------- | ---------------- |
| 21e   | 44       | 13       | 4      | 27       | 30     | 58              | 84               |

### Topscorers
| Competitie \| # \| Naam \| \| \| -------------- \| -------------------------------- \| -- \| \| 1. \| Jan Schreuder \| 12 \| \| 2. \| Erich Meijer \| 11 \| \| 3. \| Johan Donderwinkel \| 5 \| \| 3. \| Adrie van Galen Last \| 5 \| \| 5. \| Wim van der Gaag \| 4 \| \| 5. \| Leo van de Kraats \| 4 \| \| 7. \| Jan Keijzer \| 3 \| \| 7. \| Tonnie Perdon \| 3 \| \| 7. \| Piet Smits \| 3 \| \| 7. \| Werner Schaaphok \| 3 \| \| 11. \| Piet Panman \| 2 \| \| 12. \| Kees Nijdeken \| 1 \| \| 12. \| Bert Snaphaan \| 1 \| \| Eigen doelpunt \| \| \| \| – \| Ed Verweel (Fortuna Vlaardingen) \| 1 \| \| Totaal \| Totaal \| 58 \| |                                  |      |
| # | Naam                             | Goal |
| 1. | Jan Schreuder                    | 12   |
| 2. | Erich Meijer                     | 11   |
| 3. | Johan Donderwinkel               | 5    |
| 3. | Adrie van Galen Last             | 5    |
| 5. | Wim van der Gaag                 | 4    |
| 5. | Leo van de Kraats                | 4    |
| 7. | Jan Keijzer                      | 3    |
| 7. | Tonnie Perdon                    | 3    |
| 7. | Piet Smits                       | 3    |
| 7. | Werner Schaaphok                 | 3    |
| 11. | Piet Panman                      | 2    |
| 12. | Kees Nijdeken                    | 1    |
| 12. | Bert Snaphaan                    | 1    |
| Eigen doelpunt |                                  |      |
| – | Ed Verweel (Fortuna Vlaardingen) | 1    |
| Totaal | Totaal                           | 58   |

## Voetnoten
AGOVV · Baronie · EDO · Excelsior · Fortuna · Gooiland · Haarlem · Heerenveen · Helmondia '55 · Hermes DVS · Hilversum · HVC · Limburgia · NOAD · PEC · Roda JC · Tubantia · Veendam · FC VVV · Wageningen · Wilhelmina · ZFC · Zwolsche Boys